# Varohios pseudochelatus
Varohios pseudochelatus is een vlokreeftensoort uit de familie van de Neomegamphopidae. De wetenschappelijke naam van de soort is voor het eerst geldig gepubliceerd in 1983 door Ledoyer.